# Lisa Stewart
Lisa Stewart (* 20. Jahrhundert in Connecticut) ist eine US-amerikanische Filmproduzentin.

## Leben
Lisa Stewart schloss ihr Studium an der Stanford University in Kalifornien ab und wurde 1995 bei Sony Pictures Entertainment tätig. Ab 2001 folgten kürzere Tätigkeiten bei Warner Bros., Disney und 20th Century Studios. 2007 ging sie zu DreamWorks Animation, wo sie Monsters vs. Aliens und Turbo – Kleine Schnecke, großer Traum produzierte. 2016 wechselte sie zu Sony Pictures Animation, wo sie Vivo – Voller Leben produzierte.

## Filmografie (Auswahl)
- 2000: Almost Famous – Fast berühmt (Almost Famous)
- 2005: Herbie Fully Loaded – Ein toller Käfer startet durch (|Herbie: Fully Loaded)
- 2007: Ich glaub, ich lieb meine Frau (I Think I Love My Wife)
- 2009: Monsters vs. Aliens
- 2013: Turbo – Kleine Schnecke, großer Traum (Turbo)
- 2021: Vivo – Voller Leben (Vivo)